# 二陂圳
二陂圳（英語：Yi Pei Chun）是一條位於香港荃灣區的鄉村。

## 行政區劃
二陂圳是新界小型屋宇政策下其中一條認可鄉村。在選舉劃分上，該村被劃為象石選區，現時議席懸空（前任區議員為賴文輝）。

## 外部連結
- 居民代表選舉二陂圳（荃灣）的劃定現有鄉村範圍（2019－2022年） （页面存档备份，存于）

22°22′31″N 114°08′10″E / 22.375293°N 114.136154°E